# Phyllocnistis insignis
Phyllocnistis insignis är en fjärilsart som beskrevs av Frey och Boll 1876. Phyllocnistis insignis ingår i släktet Phyllocnistis och familjen styltmalar. Inga underarter finns listade i Catalogue of Life.